# Santa Maria (Celorico da Beira)
Santa Maria (llamada oficialmente Celorico (Santa Maria)) era una freguesia portuguesa del municipio de Celorico da Beira, distrito de Guarda.

## Historia
Fue suprimida el 28 de enero de 2013, en aplicación de una resolución de la Asamblea de la República portuguesa promulgada el 16 de enero de 2013 al unirse con las freguesias de São Pedro y Vila Boa do Mondego, formando la nueva freguesia de Celorico (São Pedro e Santa Maria) e Vila Boa do Mondego.